# Straßenbahn Bloomsburg
| Straßenbahn Bloomsburg | Straßenbahn Bloomsburg |
| ---------------------- | ---------------------- |
| Spurweite:             | 1435 mm (Normalspur)   |
|                        |                        |

Die Straßenbahn Bloomsburg im US-Bundesstaat Pennsylvania bestand von 1901 bis 1926.
Zunächst wurde am 1. Juni 1892 die Bloomsburg Electric Street Railway Company gegründet, um Straßenbahnen in der Stadt zu bauen. Da die Finanzmittel für den Bau nicht aufgebracht werden konnten, wurde die Gesellschaft später wieder aufgelöst. Am 1. August 1895 gründete man die North Susquehanna Transit Company, die eine Konzession für den Bau einer Strecke von Danville über Bloomsburg nach Espy beantragte. Beide Projekte wurden zunächst nicht verwirklicht. Am 9. Februar 1899 wurde noch die Bloomsburg and Berwick Electric Railway Company gegründet, die eine Strecke von Bloomsburg über Espy nach Berwick plante. Die beiden Gesellschaften fusionierten am 31. Oktober des Jahres zur Columbia and Montour Electric Railway Company. Am 8. März 1901 begannen die Bauarbeiten und bereits am 30. Juli des Jahres ging der erste Abschnitt der normalspurigen Strecke von Bloomsburg nach Espy in Betrieb. Am 4. Oktober 1901 war Berwick erreicht, wo von 1910 bis 1924 Anschluss zur Straßenbahn Berwick bestand. Im ersten vollen Betriebsjahr 1902 transportierte die stündlich verkehrende Bahn über eine Million Fahrgäste und war damit eine der erfolgreichsten Überlandstraßenbahnen in Pennsylvania.
Am 12. August 1901 wurde die Catawissa and Bloomsburg Electric Railway Company gegründet, die am 30. Mai 1902 eine Strecke von Bloomsburg über Rupert bis zum Westkopf der Brücke über den Susquehanna River eröffnete. Ab 1904 fuhren die Bahnen dieser Linie über die Brücke bis auf die Main Street in Catawissa. Zwischen Bloomsburg und Catawissa bestand ein Stundentakt. Außerdem eröffnete am 2. Oktober 1904 die am 1. September 1903 gegründete Danville and Bloomsburg Street Railway Company eine Strecke nach Danville. In Danville bestand Anschluss zum örtlichen Straßenbahnbetrieb. Alle 90 Minuten verkehrten die Straßenbahnen nach Danville.
Am 26. Mai 1911 fusionierten diese beiden Bahngesellschaften mit der Columbia&Montour, die am 9. Dezember 1913 in North Branch Transit Company umbenannt wurde. Die Gesellschaft ging am 27. September 1915 in Konkurs, da viele Arbeiter, die entlang der Strecke wohnten und zu ihren Arbeitsplätzen die Straßenbahn benutzten, arbeitslos geworden waren. Dennoch stellte die Bahngesellschaft 1918 einen Beförderungsrekord mit über 2,3 Millionen Fahrgästen auf. Bis 1925 nahm diese Zahl um fast die Hälfte ab. Am 1. Mai 1926 ersteigerte die Hazleton Auto Bus Company die Bahn und legte das gesamte Netz zum 26. Juni des Jahres still. Busse übernahmen nun die Verkehrsaufgaben.